# Adrien Morgan de Belloy
Pour les articles homonymes, voir Morgan et Belloy (homonymie).
Adrien Marie Jean Baptiste Morgan de Belloy, né le 30 janvier 1766 à Amiens et mort le 9 novembre 1834, est un homme politique français.

## Biographie
Adrien Morgan de Belloy est le fils de Jean Baptiste Adrien de Morgan, écuyer, seigneur de Chaussoy, Epagny, capitaine d'infanterie, chevalier de Saint Louis, maire d'Amiens en 1776-1778, et de Marie Joséphine Roussel de Belloy.  
Il est issu d'une vieille famille d'Amiens, qui a accédé à la noblesse avec l'achat d'une charge de conseiller-secrétaire du Roi, Maison et couronne de France par son arrière grand père, Jean Baptiste Morgan, en 1709 . 
Il est maire d'Amiens de 1808 à 1816, très apprécié de ses concitoyens pendant le Consulat et l'Empire.  
Le 21 février 1811, il reçoit par lettres patentes de l'empereur Napoléon le titre de Baron de l'Empire . 
Le 3 août 1816, il est créé baron héréditaire par lettres patentes du roi Louis XVIII . 
Il est député de la Somme de 1815 à 1824 et décoré de la Légion d'honneur . 
À la chambre, il soutient les différents ministères qui se succèdent sous le règne du roi Louis XVIII.
Il est enterré au cimetière de La Madeleine à Amiens.

### Mariage et descendance
Adrien Morgan de Belloy épouse en 1799 sa cousine germaine Pauline Roussel de Belloy, fille de Jacques Gabriel Roussel, seigneur de Belloy Saint Léonard, président trésorier de France à Amiens, et de Pauline Le Boucher de Frémontiers. Elle lui apporte la terre et le château de Belloy Saint Léonard. Sept enfants sont issus de ce mariage :
- Adrien Joseph de Morgan, mort enfant en 1809 ;
- Edouard de Morgan (1803-1867), conseiller général du canton d'Ailly sur Noye, député de la Somme, marié en 1833 avec Marie Estève Foucques d'Emonville ;
- Marie Pauline Louise de Morgan (1805-1887), mariée en 1827 avec Albéric Emé, marquis de Marcieu ;
- Alfred de Morgan (1808-1859), marié en 1827 avec Xavière Lambert de Frondeville, fille de Thomas Lambert, marquis de Frondeville, président à mortier au Parlement de Normandie, Pair de France en 1815, et Catherine Antoinette Beckers de Westerstetten ;
- Adrienne de Morgan (1809-1877), mariée en 1831 avec Joseph, marquis de Piolenc ;
- Adrien Morgan de Belloy fils (1811-1884), conseiller général du canton de Picquigny, marié en 1837 avec Charlotte de Gomer ;
- Louis Joseph de Morgan (1814-1818) [3].

## Pour approfondir

### Sources
- « Adrien Morgan de Belloy », dans Adolphe Robert et Gaston Cougny, Dictionnaire des parlementaires français, Edgar Bourloton, 1889-1891 [détail de l’édition]
- Ministère de la Culture et de la Communication, « Cimetière de La Madeleine à Amiens » (consulté le 18 novembre 2007)

### Pages connexes
- Liste des maires d'Amiens
- Liste des députés de la Somme
- Château de Belloy Saint Léonard